# مجبل جويد
مجبل جويد (ولد في البصرة) هو مهاجم كرة قدم عراقي سابق لعب لمنتخب العراق في كأس فلسطين للأمم عام 1973.
لعب لأندية البلديات والاتحاد، ويعتبر صاحب الهدف الأول في تاريخ الدوري العراقي الممتاز، حيث سجله للبلديات في مرمى الرافدين في موسم 1974–75.